# Rugotruncana
Rugotruncana es un género de foraminífero planctónico de la subfamilia Globotruncaninae, de la familia Globotruncanidae, de la superfamilia Globotruncanoidea, del suborden Globigerinina y del orden Globigerinida. Su especie tipo es Rugotruncana tilevi. Su rango cronoestratigráfico abarca el Maastrichtiense superior (Cretácico superior).

## Descripción
Rugotruncana incluía especies con conchas trocoespiraladas, globular, con la trocospira baja o plana; sus cámaras eran inicialmente subglobulares e infladas, y finalmente hemiesféricas o comprimidas; su contorno era lobulado, y subpoligonal; sus suturas intercamerales eran rectas e incididas en el lado umbilical, y engrosadas, rectas y niveladas en el lado espiral (banda imperforada circumcameral); su periferia era angulosa, bicarenada, con dos carenas muy poco desarrolladas separadas por una banda imperforada; su ombligo era muy amplio; su abertura principal era interiomarginal, umbilical, protegida por un sistema de pórticos alargados, que podían coalescer para formar una tegilla protuberante, que cubría la mayor parte del ombligo y estaba provista de aberturas accesorias; presentaban pared calcítica hialina, densamente perforada con poros cilíndricos, con la superficie fuertemente pustulosa; las pústulas pueden coalescer formando pequeñas costillas no alineadas, formando una superficie rugosa.

## Discusión
Antiguamente se consideraba Rugotruncana un sinónimo subjetivo posterior de Globotruncana. Clasificaciones posteriores han incluido Rugotruncana en la familia Rugoglobigerinidae y en la superfamilia Globigerinoidea.

## Paleoecología
Rugotruncana incluía especies con un modo de vida planctónico, de distribución latitudinal cosmopolita, preferentemente tropical a templada, y habitantes pelágicos de aguas superficiales e intermedias (medio epipelágico a mesopelágico superior).

## Clasificación
Rugotruncana incluye a las siguientes especies:
- Rugotruncana subcircumnodifer †
- Rugotruncana subpennyi †
- Rugotruncana tilevi †

Otras especies consideradas en Rugotruncana son:
- Rugotruncana circumnodifer †
- Rugotruncana ellisi †
- Rugotruncana gansseri †
  - Rugotruncana gansseri dicarinata †
- Rugotruncana kefiana †
- Rugotruncana kopetdagica †, de posición genérica incierta
- Rugotruncana nothi †
- Rugotruncana skewesae †